# Andalucía Challenger 2021
L'Andalusia Challenger 2021 è stato un torneo di tennis professionistico giocato su campi in terra rossa. È stata la quarta edizione del torneo che fa parte dell'ATP Challenger Tour 2021. Si è svolto a Marbella, in Spagna, tra il 29 marzo e il 3 aprile 2021. Faceva parte della categoria Challenger 80 e ha assegnato 80 punti nel ranking ATP ai vincitori in singolare e in doppio.

## Partecipanti

### Teste di serie
| Nazionalità          | Giocatore               | Ranking* | Testa di serie |
| -------------------- | ----------------------- | -------- | -------------- |
| Spagna               | Roberto Carballés Baena | 96       | 1              |
| Slovacchia           | Norbert Gombos          | 98       | 2              |
| Spagna               | Jaume Munar             | 99       | 3              |
| Italia               | Gianluca Mager          | 102      | 4              |
| Portogallo           | Pedro Sousa             | 111      | 5              |
| Giappone             | Tarō Daniel             | 118      | 6              |
| Bosnia ed Erzegovina | Damir Džumhur           | 126      | 7              |
| Russia               | Evgenij Donskoj         | 128      | 8              |

* Ranking al 23 marzo 2021.

### Altri partecipanti
I seguenti giocatori hanno ricevuto una wild card per il tabellone principale:
- Leo Borg
- Carlos Gimeno Valero
- Carlos Gómez-Herrera

Il seguente giocatore è entrato nel tabellone principale con il ranking protetto:
- Andrej Kuznecov

I seguenti giocatori sono entrati in tabellone come Alternate:
- Maxime Janvier
- Mario Vilella Martínez
- Elias Ymer

I seguenti giocatori sono passati dalle qualificazioni:
- Javier Barranco Cosano
- Vít Kopřiva
- Nikolás Sánchez Izquierdo
- Carlos Sánchez Jover

## Punti e montepremi
| Torneo    | Torneo              | V     | F     | SF    | QF    | 2T  | 1T  | Q | Q2  | Q1  |
| Singolare | Punti               | 80    | 48    | 29    | 15    | 7   | 0   | 4 | 2   | 0   |
| Singolare | Premi in denaro (€) | 6 190 | 3 650 | 2 160 | 1 260 | 730 | 450 | – | 225 | 115 |
| Doppio    | Punti               | 80    | 48    | 29    | 15    | –   | 0   | – | –   | –   |
| Doppio    | Premi in denaro €   | 2 670 | 1 550 | 930   | 550   | –   | 310 | – | –   | –   |

## Campioni

### Singolare
Gianluca Mager ha sconfitto in finale  Jaume Munar con il punteggio di 2-6, 6-3, 6-2.

### Doppio
Dominic Inglot /  Matt Reid hanno sconfitto in finale  Romain Arneodo /  Hugo Nys con il punteggio di 1-6, 6-3, [10-6]